# Myrocarpus frondosus
Myrocarpus frondosus, the Ibirá-Payé, Incienso, Quina Morada, or Qu, là một loài rau đậu thuộc họ Fabaceae.
Loài này có ở Argentina, Brasil, and Paraguay.
Nó bị đe dọa do mất môi trường sống.

## Hình ảnh

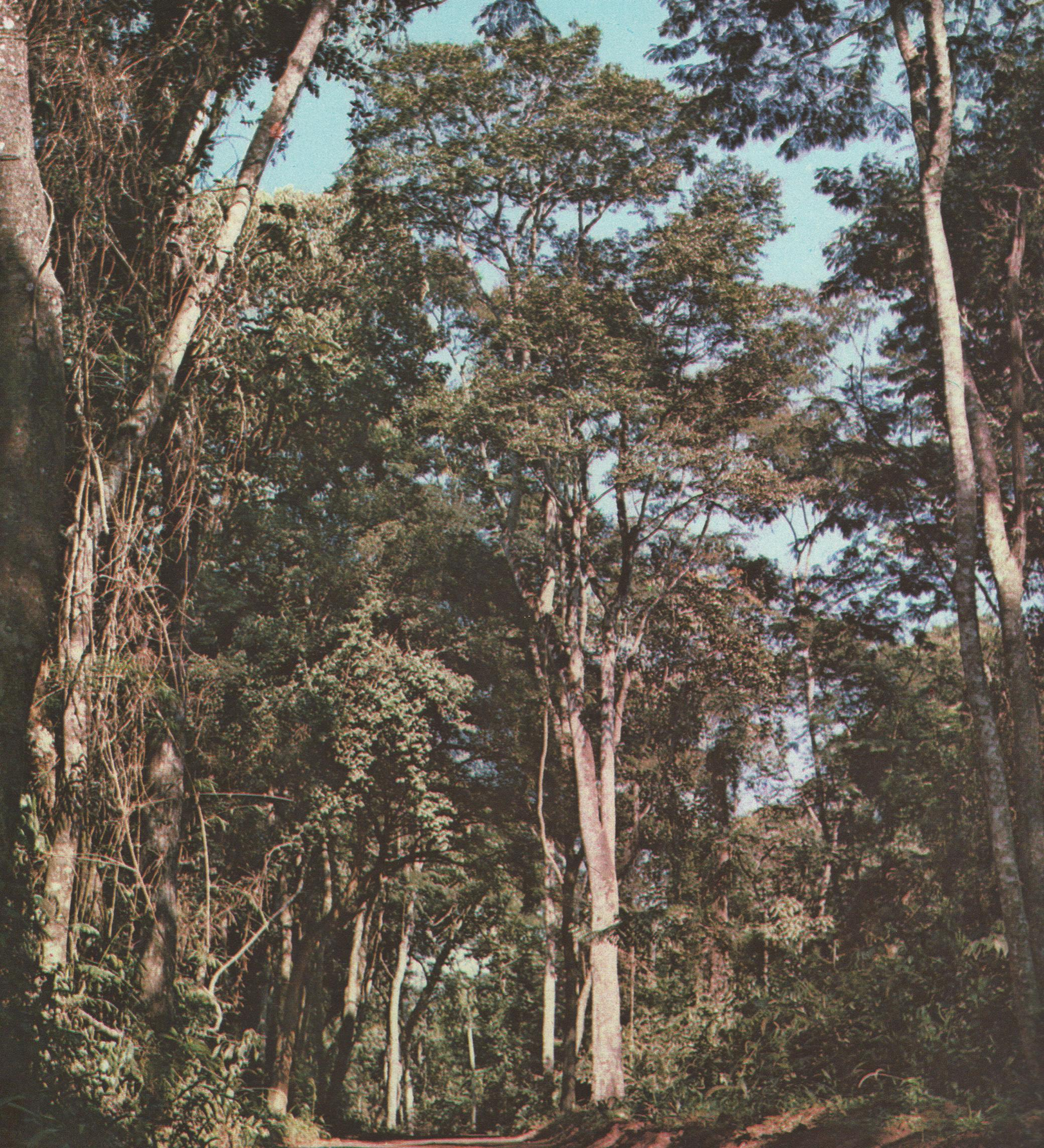